# Hypoatherina harringtonensis
El tinícalo de arrecife (Hypoatherina harringtonensis), también denominado catacuche en Cuba, es una especie de pez marino actinopterigio. Su pesca no es frecuente pero despierta un interés potencial.

## Morfología
Cabeza bastante estrecha, no visiblemente más ancha que cuerpo, lo que lo diferencia del tinícalo cabezón que vive en su misma área de distribución con gran parecido maorfológico. Presenta una docena de espinas en la aleta dorsal y otra docena en la aleta anal. Aunque se han descrtio capturas de 10 cm, parece que la longitud máxima más común que alcanzan es de unos 6 cm.

## Distribución y hábitat
Es un pez marino siempre asociado a arrecifes de coral, donde se alimenta zooplancton, donde forma brandes bancos en aguas poco profundas.
Se distribuye por la costa oeste del océano Atlántico, desde el sur de Florida (Estados Unidos), Yucatán (México), Bahamas, mar Caribe, hasta Brasil; también se conoce una población en el océano Pacífico en Tumaco (Colombia).